# Mendidius kulikulanus
Mendidius kulikulanus är en skalbaggsart som beskrevs av Vladimir Balthasar 1970. Mendidius kulikulanus ingår i släktet Mendidius och familjen Aphodiidae. Inga underarter finns listade i Catalogue of Life.